# Rue Georg-Friedrich-Haendel
La rue Georg-Friedrich-Haendel est une voie du 10e arrondissement de Paris, en France.

## Situation et accès
La rue Georg-Friedrich-Haendel est une voie publique située dans le 10e arrondissement de Paris. Elle débute au 152, quai de Jemmapes et se termine rue Francis-Jammes et place Robert-Desnos.

## Origine du nom

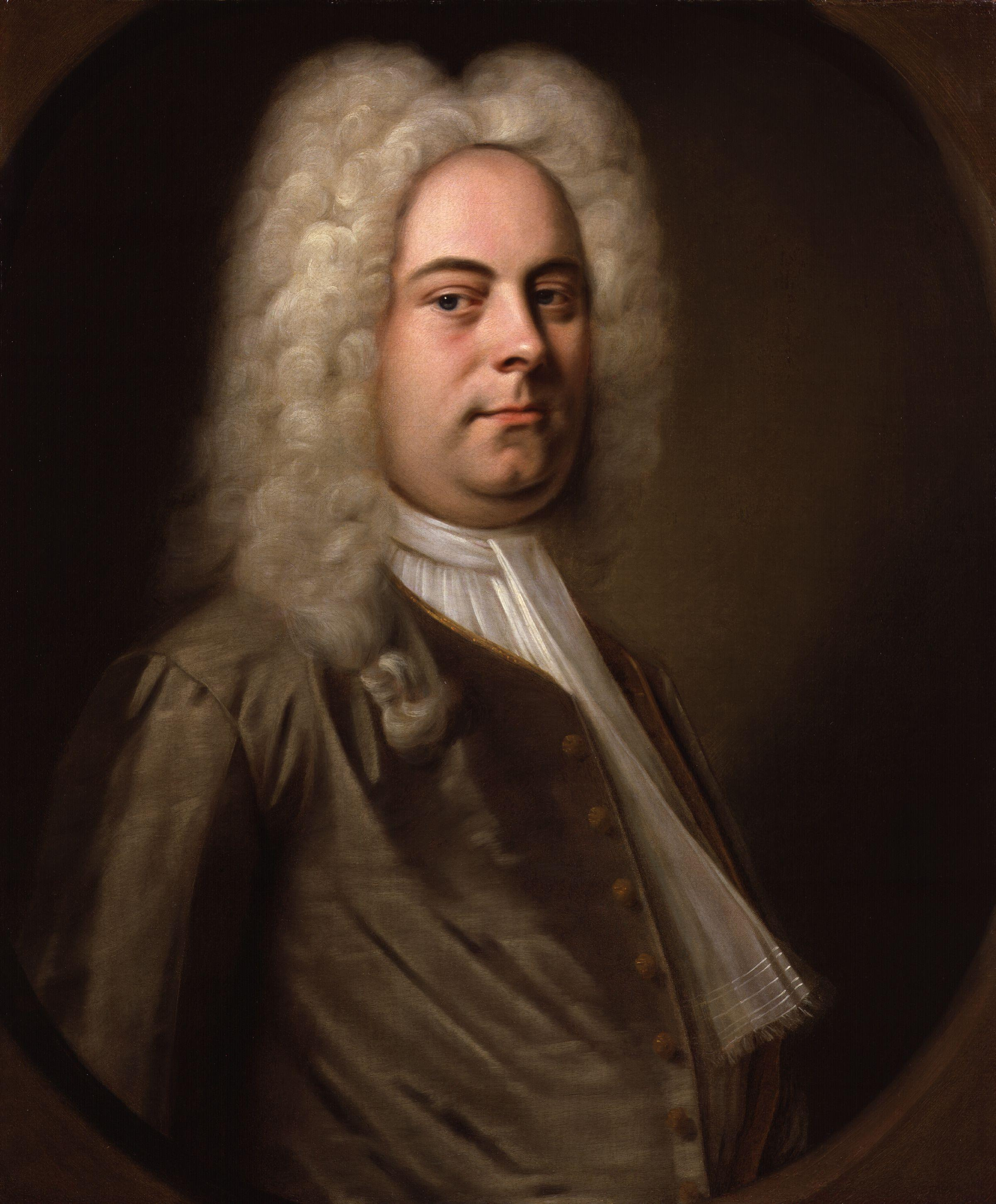
Haendel.

Elle porte le nom du compositeur Georg Friedrich Haendel (1685-1759).

## Historique
La voie est créée en 1979, par les architectes Jacques Labro et Jean-Jacques Orzoni, dans le cadre de l'aménagement de la ZAC Jemmapes-Grange-aux-Belles, sous le nom provisoire de « voie Q/10 » ; elle prend sa dénomination actuelle par arrêté municipal du 9 janvier 1987.

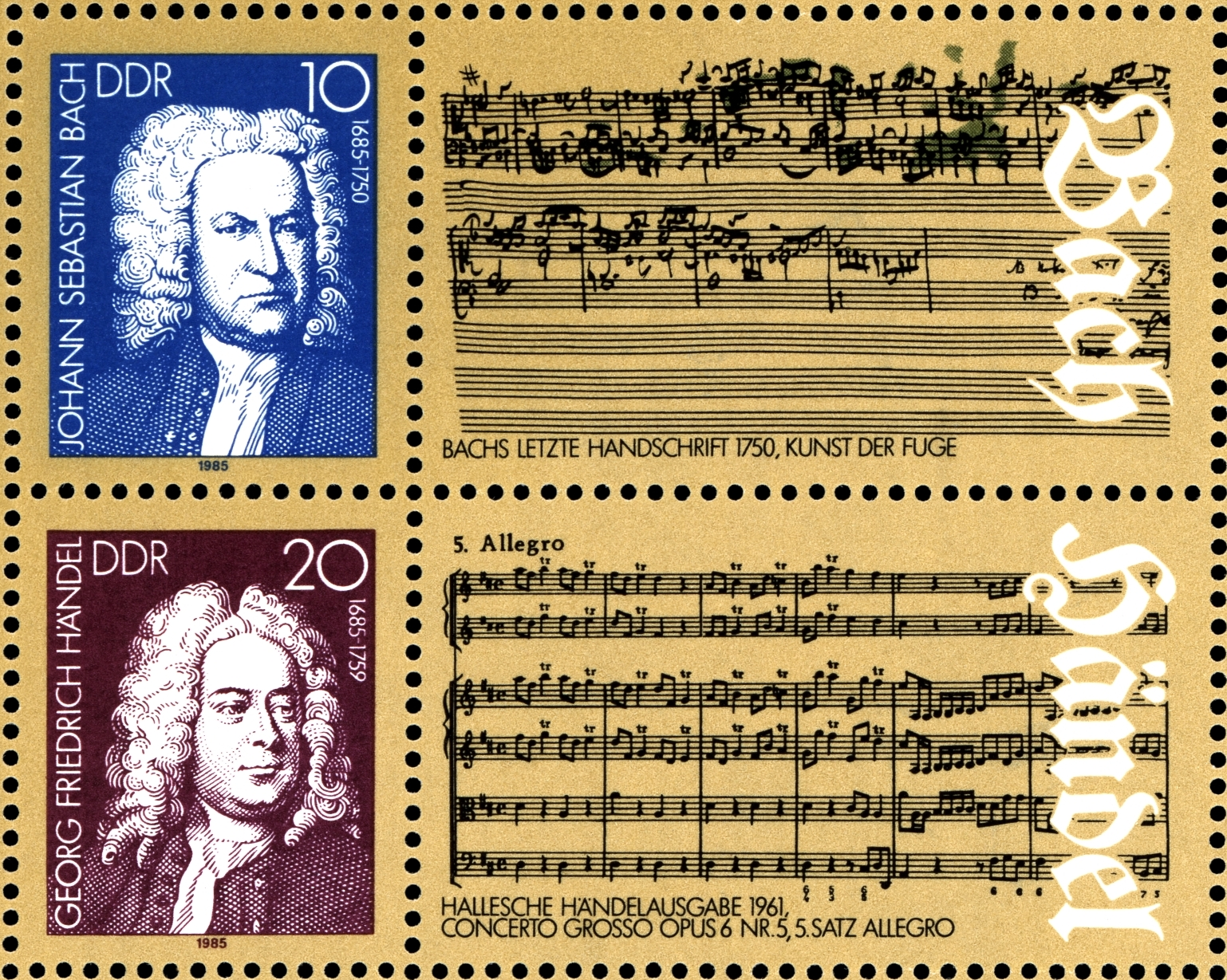
Bach et Haendel (en  bas) sur des timbres de la RDA (1985).